# Batopora nola
Batopora nola är en mossdjursart som beskrevs av Hayward och Cook 1979. Batopora nola ingår i släktet Batopora och familjen Batoporidae. Inga underarter finns listade i Catalogue of Life.